# Куле Петронас
Куле Петронас (малајс. Menara Berkembar Petronas), познате као Петронас Тауерс или Петронас твин тауерс, два су облакодера близанца повезана двоспратном пасарелом у нивоу 41. и 42. спрата. Налазе се у Куала Лумпуру, главном граду Малезије.
Грађене су од 1992. до 1998. године и биле су највише на свету, док их није надмашио тајвански Тајпеј 101, али највише су куле близнакиње, откад је срушен Светски трговински центар у Њујорку.
Њихова висина износи 451,9 метра. Имају 88 спратова и њихова намена је искључиво пословна. 
Биле су највиша зграда у Малезији све до 2019. године, када их је надмашио The Exchange 106.